# Mohamed Ali (atleet)
Mohamed Ali (Mogadishu, 11 november 1989) is een van oorsprong Somalisch atleet, die sinds 2008 in Nederland woonachtig is en inmiddels (per 11 november 2015) de Nederlandse nationaliteit bezit. Hij heeft zich toegelegd op de midden- en lange afstanden en heeft in 2017 de Nederlandse titel veroverd op de 5000 m (eerder brons in 2016).

## Loopbaan
Mohamed Ali begon bij Eindhoven Atletiek, maar als vluchteling werd hij overgeplaatst naar Bussum, waar hij werd opgevangen door trainer René Godlieb. Hij liep in 2009 naar de zesde plaats op de jaarlijkse Sylvestercross. Intussen ontwikkelde hij zijn looptalent steeds verder en werkte aan zijn integratie.
Na zijn inburgeringscursus in Cuijk kwam hij terecht bij trainer Theo Joosten van Nijmegen Atletiek en ging hij, zonder enige vooropleiding, naar het Johan Cruyff College van het ROC in Nijmegen. Hij werd daar in 2015, vanwege zijn enthousiasme en werklust, zelfs benoemd tot ambassadeur voor de opleiding en genomineerd tot student van het jaar. Inmiddels heeft hij werk gevonden bij Global Sports Communication, het bedrijf van oud-atleet en atletenmanager Jos Hermens en traint hij op Papendal onder trainer Honoré Hoedt.

## Nederlandse kampioenschappen
| Onderdeel | Jaar |
| --------- | ---- |
| 5000 m    | 2017 |

## Persoonlijke records
Baan
| Onderdeel | Prestatie          | Datum            | Plaats    |
| --------- | ------------------ | ---------------- | --------- |
| 800 m     | 1.55,15            | 18 mei 2012      | Nijmegen  |
| 1000 m    | 2.29,18            | 11 juli 2010     | Eindhoven |
| 1500 m    | 3.42,51            | 18 mei 2016      | Nijmegen  |
| 3000 m    | 8.04,53            | 3 juni 2017      | Oordegem  |
| 5000 m    | 13.32,39 (Som. NR) | 1 augustus 2015  | Ninove    |
| 10.000 m  | 29.57,6            | 2 april 2017     | Brunssum  |
| 20.000 m  | 59.52,27           | 4 september 2020 | Brussel   |

Weg
| Onderdeel      | Prestatie | Datum          | Plaats    |
| -------------- | --------- | -------------- | --------- |
| 10 km          | 29.11     | 7 oktober 2018 | Utrecht   |
| 15 km          | 43.57     | 17 nov 2019    | Nijmegen  |
| 10 Eng. mijl   | 46.51     | 22 sept 2019   | Amsterdam |
| halve marathon | 1:03.09   | 6 oktober 2019 | Breda     |
| marathon       | 2:15.57   | 18 april 2021  | Enschede  |

## Palmares

### 5000 m
- 2016:  NK - 14.11,88
- 2017:  NK - 14.21,75

### 10 km
- 2017: 9e NK te Schoorl - 30.04
- 2018: 10e Singelloop Utrecht - 29.11
- 2022: 5e Stadsloop Appingedam - 30.48

### 15 km
- 2009: 20e Zevenheuvelenloop - 47.27
- 2017: 17e Zevenheuvelenloop - 45.34
- 2017: 9e Montferland Run - 46.02
- 2018: 9e Zevenheuvelenloop - 44.29
- 2018: 11e Montferland Run - 45.10
- 2019: 13e Zevenheuvelenloop - 43.57
- 2019: 12e Montferland Run - 44.35
- 2022: 23e Zevenheuvelenloop - 44.55

### 10 Eng. mijl
- 2017: 26e Dam tot Damloop - 51.24
- 2018: 10e Tilburg Ten Miles - 48.26
- 2019: 4e Tilburg Ten Miles - 47.27
- 2019: 4e Dam tot Damloop - 46.51
- 2022: 6e Tilburg Ten Miles - 48.36
- 2022: 21e Dam tot Damloop - 49.23
- 2023: 23e Dam tot Damloop - 48.49

### halve marathon
- 2017: 5e NK te Nijmegen - 1:07.52
- 2018:  NK te Venlo - 1:04.42
- 2019: 26e halve marathon van Egmond - 1:10.02
- 2019:  NK te Venlo - 1:04.19
- 2019:  Bredase Singelloop - 1:03.09
- 2020:  Halve marathon van Egmond - 1:08.59
- 2022:  NK te Nijmegen - 1:04.01
- 2022: 12e Halve marathon van Barcelona - 1:03.53
- 2022: 10e Bredase Singelloop - 1:05.20

### veldlopen
- 2009: 6e Sylvestercross te Soest (lange afstand = 10,4 km) - 37.24
- 2014: 6e Sylvestercross - 36.00
- 2015: 10e Sylvestercross - 36.11
- 2016: 7e Sylvestercross - 36.26
- 2017: 19e Sylvestercross - 38.12

### overige afstanden
- 2017: 17e 4 Mijl van Groningen - 19.27
- 2018: 8e 4 Mijl van Groningen - 18.13